# پسکنتا، کالیفرنیا
پسکنتا (به انگلیسی: Paskenta) یک منطقهٔ مسکونی در ایالات متحده آمریکا است که در شهرستان تهاما، کالیفرنیا واقع شده‌است. پسکنتا ۲٫۷۹۹ کیلومتر مربع مساحت و ۱۱۲ نفر جمعیت دارد و ۲۲۱٫۲۹ متر بالاتر از سطح دریا واقع شده‌است.